# Štiavnik
Štiavnik (in ungherese Trencsénselmec) è un comune della Slovacchia facente parte del distretto di Bytča, nella regione di Žilina.